# Колдуэлл, Хьюберт
Хьюберт Огастус Колдуэлл (англ. Hubert Augustus Caldwell; 26 декабря 1907, Окленд, Калифорния — 9 августа 1972, Окленд, Калифорния) — американский гребец, выступавший за сборную США по академической гребле в конце 1920-х годов. Чемпион летних Олимпийских игр в Амстердаме в зачёте восьмёрок, победитель и призёр многих студенческих регат.

## Биография
Хьюберт Колдуэлл родился 26 декабря 1907 года в городе Окленд, штат Калифорния.
Занимался академической греблей во время учёбы в Калифорнийском университете в Беркли, состоял в местной гребной команде «Калифорния Голден Беарс», неоднократно принимал участие в различных студенческих регатах, в частности в 1928 году выиграл чемпионат Межуниверситетской гребной ассоциации (IRA). Был членом университетского студенческого братства Sigma Phi Epsilon.
Наивысшего успеха в гребле на международном уровне добился в сезоне 1928 года, когда, ещё будучи студентом университета, вошёл в основной состав американской национальной сборной и благодаря череде удачных выступлений удостоился права защищать честь страны на летних Олимпийских играх в Амстердаме. В распашных восьмёрках с рулевым благополучно преодолел все предварительные этапы и в решающем финальном заезде более чем на две секунды опередил главных конкурентов британцев — тем самым завоевал золотую олимпийскую медаль.
Окончив университет в 1929 году, впоследствии Колдуэлл стал достаточно известным инженером в Пидмонте, Калифорния.
Умер 9 августа 1972 года в Окленде, штат Калифорния, в возрасте 64 лет.